# 三浦昇 (ジャーナリスト)
三浦昇（みうら のぼる、1931年12月12日 - 1999年4月10日）は、日本のジャーナリスト、作家。

## 略歴
台湾・新竹州新竹市で生まれ、宮城県で育つ。法政大学文学部卒。1955年中日新聞に入り、東京本社編集委員。将棋、古代史についての著作がある。

## 著書
- 『中原誠名人への棋譜』能智映共著 講談社 1974
- 『敵見たる虎か吼ゆると 壬申の乱を歩く』実業之日本社 有楽選書 1976
- 『倭建白鳥の賦』東京新聞出版局 1978
- 『名人中原誠』1980 新潮文庫
- 『江戸湾物語（えどべいすとおりい） 巨大都市東京のルーツ』PHP研究所 1988
- 『葦と弓と馬 壬申の乱を歩く』風媒社 1989